# مرشحة ريكتسيا تسمانية
مرشحة ريكتسيا تسمانية (الاسم العلمي:Candidatus Rickettsia tasmanensis) هي نوع من البكتيريا تتبع جنس الريكتسيا من الفصيلة الريكتسية.